# Nasai
Nasai (łac. Diocesis Nasaitensis) – stolica historycznej diecezji w Cesarstwie rzymskim w prowincji Numidia zlikwidowana w VII w. podczas ekspansji islamskiej, współcześnie w północnej Algierii. Obecnie katolickie biskupstwo tytularne. 

## Biskupi tytularni
| Lp. | Biskup                          | Funkcja                                    | Od                   | Do                |
| --- | ------------------------------- | ------------------------------------------ | -------------------- | ----------------- |
| 1   | Francis Martin Kelly            | emerytowany biskup Winony (USA)            | 17 października 1949 | 24 czerwca 1950   |
| 2   | Adolph Gregory Schmitt          | wikariusz apostolski Bulawayo (Rodezja)    | 23 grudnia 1950      | 1 stycznia 1955   |
| 3   | Alonso Silveira de Mello        | biskup-prałat Diamantino (Brazylia)        | 13 czerwca 1955      | 29 listopada 1971 |
| 4   | Aldo Mongiano                   | biskup-prałat Roraima (Brazylia)           | 14 maja 1975         | 26 maja 1978      |
| 5   | Lawrence Sabatini               | biskup pomocniczy Vancouver (Kanada)       | 15 lipca 1978        | 30 września 1982  |
| 6   | Jorge Mario Avila del Aguila    | wikariusz apostolski Jalapy (Gwatemala)    | 3 grudnia 1982       | 29 stycznia 1987  |
| 7   | Rudolf Müller                   | biskup pomocniczy Görlitz (NRD/Niemcy)     | 19 maja 1987         | 27 czerwca 1994   |
| 8   | Jos Punt                        | biskup pomocniczy Haarlem (Holandia)       | 1 kwietnia 1995      | 21 lipca 2001     |
| 9   | Benedito Beni dos Santos        | biskup pomocniczy São Paulo (Brazylia)     | 28 listopada 2001    | 26 kwietnia 2006  |
| 10  | Mário Marquez                   | biskup pomocniczy Vitórii (Brazylia)       | 31 maja 2006         | 22 grudnia 2010   |
| 11  | Miguel Ángel D’Annibale         | biskup pomocniczy Río Gallegos (Argentyna) | 19 lutego 2011       | 21 lutego 2013    |
| 12  | Juan Antonio Menéndez Fernández | biskup pomocniczy Oviedo (Hiszpania)       | 26 kwietnia 2013     | 18 listopada 2015 |
| 13  | Luís Miguel Muñoz Cárdaba       | nuncjusz apostolski                        | 31 marca 2020        |                   |